# William Francis Readdy
William Francis Readdy (Quonset Point, Rhode Island, 1952. január 24.–) amerikai űrhajós.

## Életpálya
1974-ben a Haditengerészeti Akadémián (USAF Academy) kitüntetéssel repülőmérnöki oklevelet szerzett. Szolgálati repülőgépe az A–6 Intruder volt. 1976-1980 között a USS Forrestal (CVA 59) repülőgép-hordozó fedélzetén szolgált. 1980-ban tesztpilóta kiképzésben részesült.
1987. június 5-től a Lyndon B. Johnson Űrközpontban részesült űrhajóskiképzésben.  Több mint 7000 órát töltött a levegőben (repülő/űrrepülő), több mint 60 repülőgép változaton (repülőgép, helikopter) teljesített szolgálatot, illetve tesztelt. Több mint 550 leszállást hajtott végre repülőgép-hordozó fedélzetére. Oroszországban a NASA képviselőjeként a nemzetközi űrhajósok képviseletét végezte. Három űrszolgálata alatt összesen 28 napot, 00 órát és 44 percet (673 óra) töltött a világűrben. Űrhajós pályafutását 2005. október 14-én fejezte be.

## Űrrepülések
- STS–42 a Discovery űrrepülőgép 14. repülésén küldetés specialista. A Spacelab mikrogravitációs laboratórium tudományos munkatársa. Első űrszolgálata alatt összesen 8 napot, 1 órát, 14 percet és 44 másodpercet (193 óra) töltött a világűrben. 4 701 140 kilométert (2 921 150 mérföldet) repült, 129 alkalommal kerülte meg a Földet. 55 tudományos kísérletet végeztek a repülés időtartamában.
- STS–51, a Discovery űrrepülőgép 17. repülésének pilótája. A legénység pályairányba állította az  Advanced Communications Technology Satellite (ACTS) kommunikációs műholdat. Ezt követően sor került egy 7 órás űrsétára, melyen Newman és Walz űrhajósok a Hubble űrtávcső három hónappal későbbre tervezett javításának egyes lépéseit gyakorolták. Működtették az Orbiting Retrievable Far and Extreme Ultraviolet Spectrometer (ORFEUS) csillagászati ultraibolya spektrométert. Második űrszolgálata alatt összesen 9 napot, 20 órát és 11 percet (236 óra) töltött a világűrben. 6 608 628 kilométert (4 106 411 mérföldet) repült, 157 kerülte meg a Földet.
- STS–79, az Atlantis űrrepülőgép 17. repülésének parancsnoka. Hatodik repülés a Mir űrállomásra. Magával vitte az új dokkoló rendszert, illetve a hosszútávra berendezkedett legénységet. Harmadik űrszolgálata alatt összesen 10 napot, 3 órát és 19 percet (243 óra) töltött a világűrben. 6 300 000 kilométert (3 900 000 mérföldet) repült, 160 kerülte meg a Földet.